# 107-й пограничный отряд войск НКВД
107-й пограничный отряд войск НКВД — соединение пограничных войск НКВД СССР, принимавшее участие в Великой Отечественной войне.

## История
Сформирован в июне 1940 года в составе войск НКВД Белорусского округа. 20 июня 1940 года занял ввереные позиции на границе.
На 22 июня 1941 года отряд, насчитывая 1937 человек личного состава, находился на обороне границы от линии разграничения со 106-м погранотрядом на севере до верхушки Сувалкийского выступа.
В состав отряда входили 1-я пограничная комендатура и 1-я резервная пограничная застава в составе 1-й — 4-й пограничных застав, 2-я пограничная комендатура и 2-я резервная пограничная застава в составе 5-й — 8-й пограничных застав, 3-я пограничная комендатура и 3-я резервная пограничная застава в составе 9-й — 12-й пограничных застав, 4-я пограничная комендатура и 4-я резервная пограничная застава. Входил в состав Управления пограничных войск НКВД Белорусского округа.
Штаб отряда находился в Мариамполе.
В составе действующей армии с 22 июня 1941 по 1 октября 1941 года.
Ранним утром 22 июня 1941 года все заставы отряда, кроме 8-й заставы были атакованы и быстро смяты. Один из дотов, занятых пограничниками, сражался в течение трёх дней. В целом, о действиях отряда известно немного, но учитывая тот факт, что он находился в полосе 11-й армии , можно предположить, что части, стоявшие непосредственно на границе, были уничтожены, остатки разрозненно отходили в тыл.
1 октября 1941 года расформирован.

## Командование

### Командиры
- майор Шелымагин Пётр Семёнович

### Начальники штаба
- майор Григорьев, Александр Сергеевич С 12 августа 1940 года